# Цигарага I (Венеција)
Цигарага I је насеље у Италији у округу Венеција, региону Венето.
Према процени из 2011. у насељу је живело 57 становника. Насеље се налази на надморској висини од 5 м.